# مکسیمیلیان اویدله
مکسیمیلیان اویدله (انگلیسی: Maxi Oyedele؛ زادهٔ ۷ نوامبر ۲۰۰۴) بازیکن فوتبال است.
وی همچنین در تیم‌های ملی فوتبال زیر ۱۸ سال و زیر ۱۹ سال لهستان بازی کرده‌است.